# قهرمانی وزنه‌برداری جهان ۱۹۳۸
قهرمانی وزنه‌برداری جهان ۱۹۳۸ بیست و چهارمین دوره از رقابت‌های قهرمانی جهان می‌باشد که از ۲۱ تا ۲۳ اکتبر ۱۹۳۸ در وین، آلمان نازی برگزار گردید. ۳۸ ورزشکار مرد از ۱۱ کشور در این دوره رقابت کردند.

## خلاصه مدال‌ها
| رویداد               | طلا                               | طلا      | نقره                               | نقره     | برنز                              | برنز     |
| پر وزن ۶۰ ک‌گ         | Georg Liebsch · آلمان             | ۳۰۵٫۰ ک‌گ | Attilio Bescapè · ایتالیا          | ۳۰۰٫۰ ک‌گ | Anton Richter · اتریش             | ۲۹۷٫۵ ک‌گ |
| سبک‌وزن ۶۷٫۵ ک‌گ       | تونی ترلازو · ایالات متحده آمریکا | ۳۵۰٫۰ ک‌گ | عطیه حموده · مصر                   | ۳۴۲٫۵ ک‌گ | Karl Schwitalle · آلمان           | ۳۳۲٫۵ ک‌گ |
| میان‌وزن ۷۵ ک‌گ        | Adolf Wagner · آلمان              | ۳۶۷٫۵ ک‌گ | رودولف ایسمایر · آلمان             | ۳۶۰٫۰ ک‌گ | John Terpak · ایالات متحده آمریکا | ۳۵۷٫۵ ک‌گ |
| سنگین‌وزن سبک ۸۲٫۵ ک‌گ | جان دیویس · ایالات متحده آمریکا   | ۳۸۷٫۵ ک‌گ | Fritz Haller · اتریش               | ۳۷۷٫۵ ک‌گ | لوئی اوستن · فرانسه               | ۳۷۲٫۵ ک‌گ |
| سنگین‌وزن ۸۲٫۵+ ک‌گ    | یوزف منر · آلمان                  | ۴۱۰٫۰ ک‌گ | Steve Stanko · ایالات متحده آمریکا | ۳۹۷٫۵ ک‌گ | آرنولد لوهار · استونی             | ۳۹۰٫۰ ک‌گ |

## جدول مدال‌ها
| رتبه           | کشور                | طلا | نقره | برنز | مجموع |
| -------------- | ------------------- | --- | ---- | ---- | ----- |
| ۱              | آلمان               | ۳   | ۱    | ۱    | ۵     |
| ۲              | ایالات متحده آمریکا | ۲   | ۱    | ۱    | ۴     |
| ۳              | اتریش               | ۰   | ۱    | ۱    | ۲     |
| ۴              | ایتالیا             | ۰   | ۱    | ۰    | ۱     |
| ۴              | مصر                 | ۰   | ۱    | ۰    | ۱     |
| ۶              | استونی              | ۰   | ۰    | ۱    | ۱     |
| ۶              | فرانسه              | ۰   | ۰    | ۱    | ۱     |
| مجموع (۷ کشور) | مجموع (۷ کشور)      | ۵   | ۵    | ۵    | ۱۵    |